# Cap Dera Baquo Occidental
El Cap Dera Baquo Occidental és un cim de 3.097 m d'altitud, amb una prominència de 15 m, que es troba a ponent del pic Seil Dera Baquo, al massís de Perdiguero, entre la província d'Osca (Aragó) i el departament de l'Alta Garona (França).